# Balsa (embarcación)

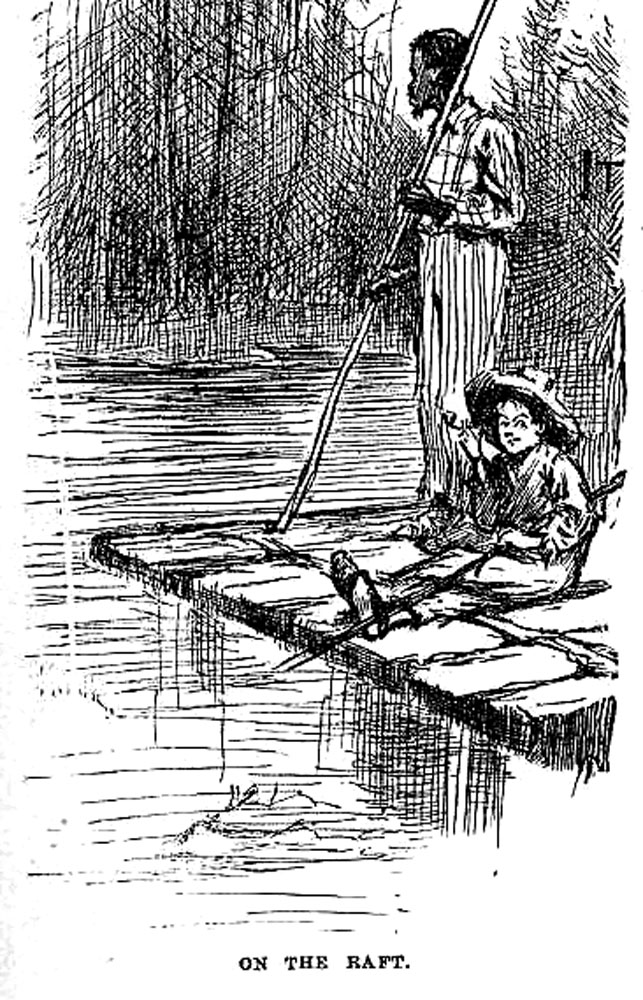
Una balsa tradicional en una ilustración de la edición de 1884 de Las aventuras de Huckleberry Finn.

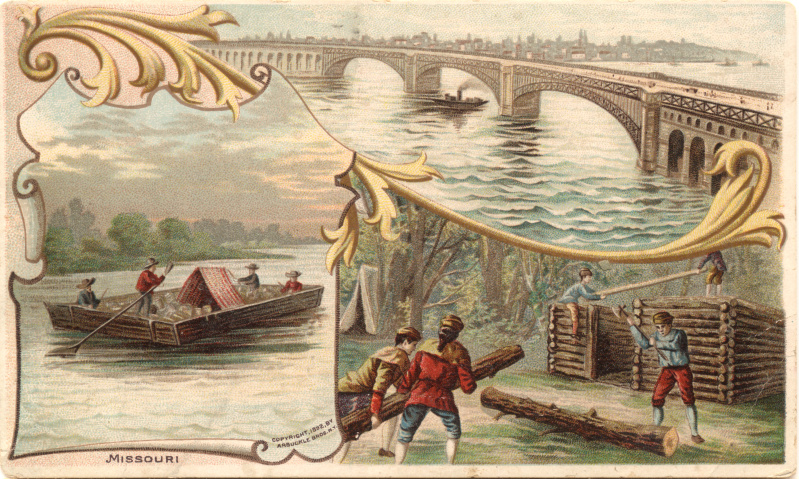
Construcción de balsas y cabañas de troncos de madera en el río Misuri, Arbuckle Bros Co., Misuri, hacia 1892

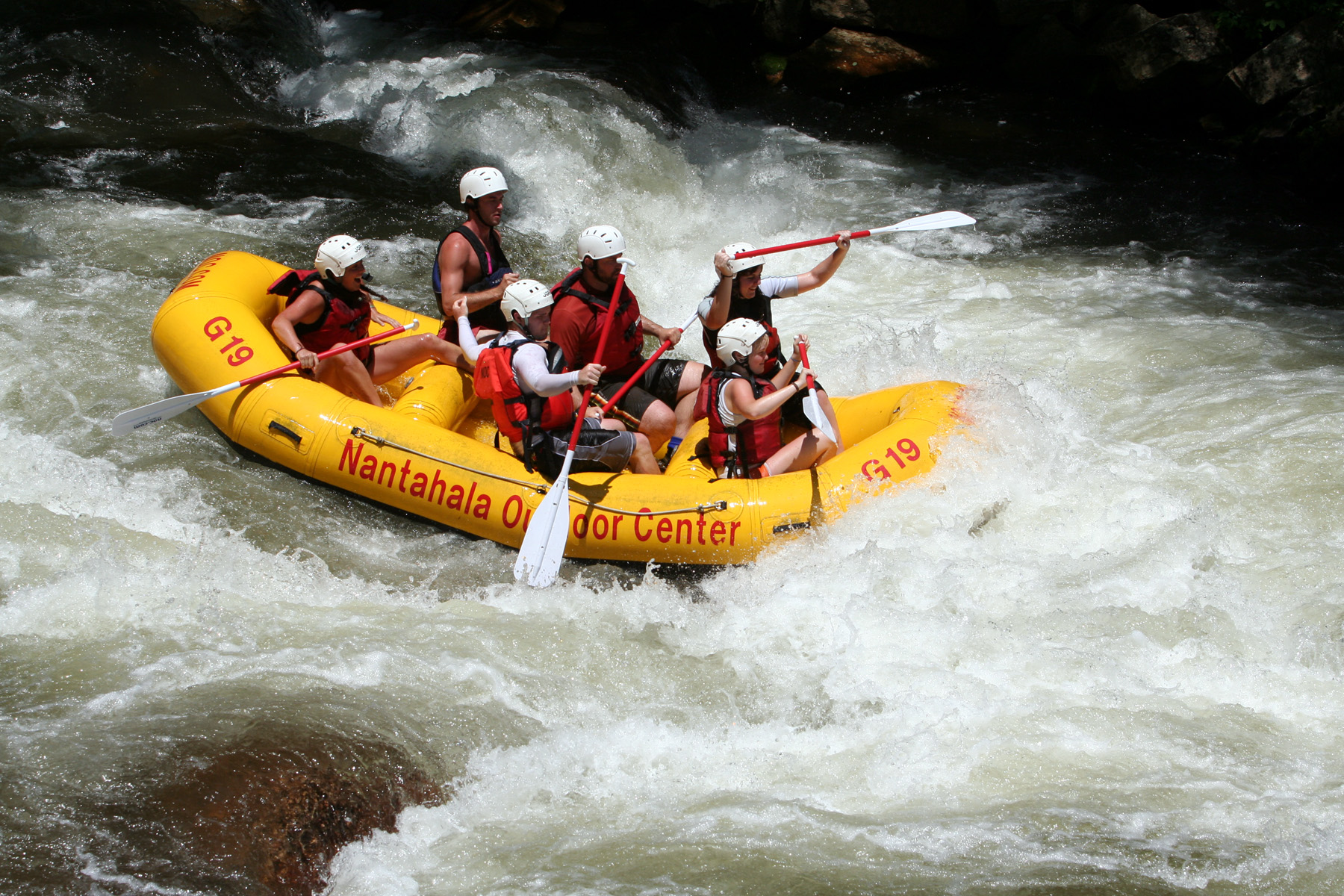
Balsa de PVC

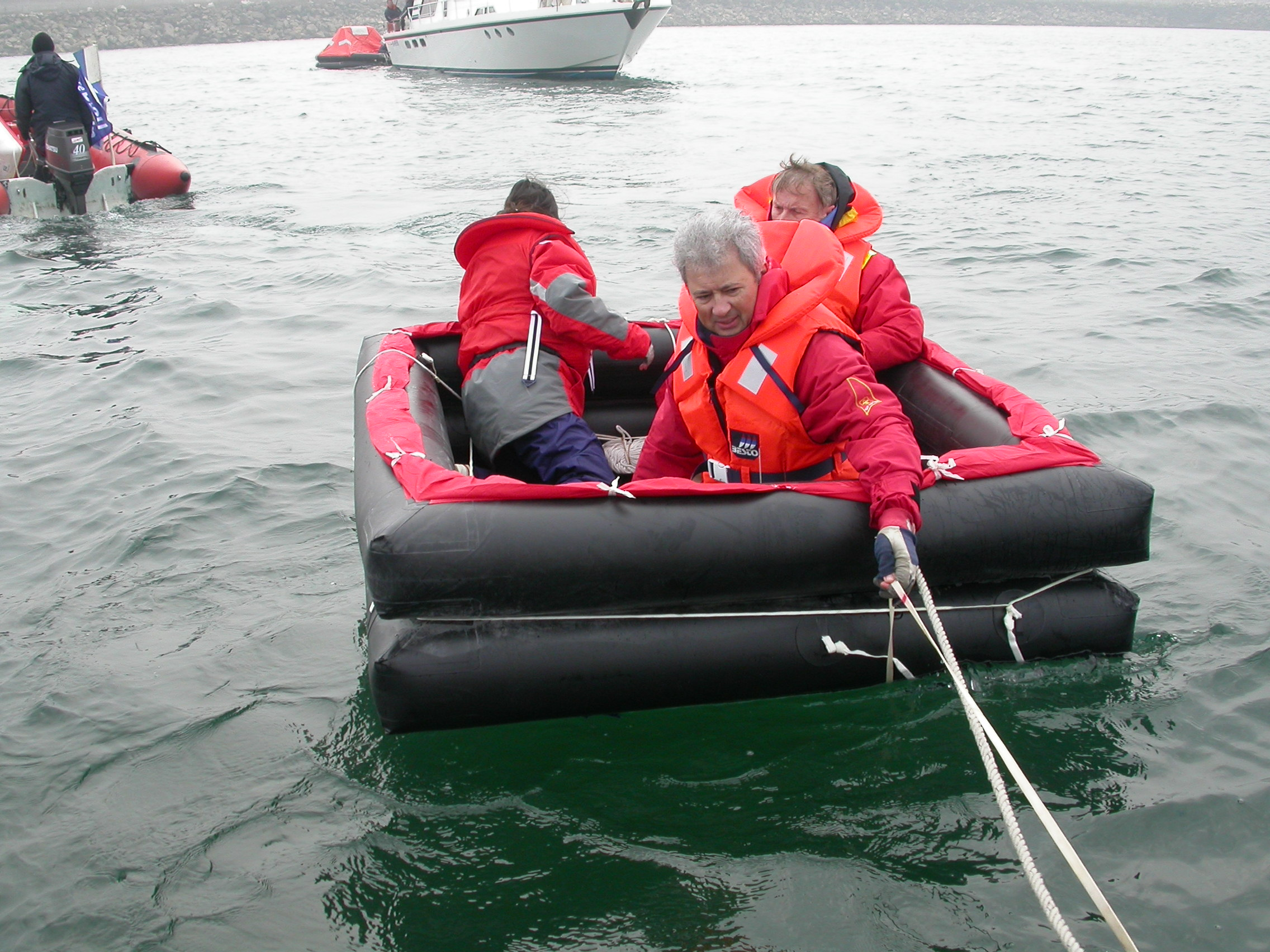
Balsa salvavidas

Una balsa es una embarcación pequeña, de forma predominantemente plana, hecha por lo común con cañas, maderos o tablas fuertemente unidas unas con otras. También existen balsas construidas con materiales sintéticos como el PVC. En el sentido estricto de la palabra, es cualquier estructura plana para soporte o transporte sobre el agua. Las balsas son un antiguo modo de transporte; Las balsas naturales, como la vegetación entrelazada y los trozos de madera, se han utilizado para atravesar el agua desde los albores de la humanidad.

## Historia

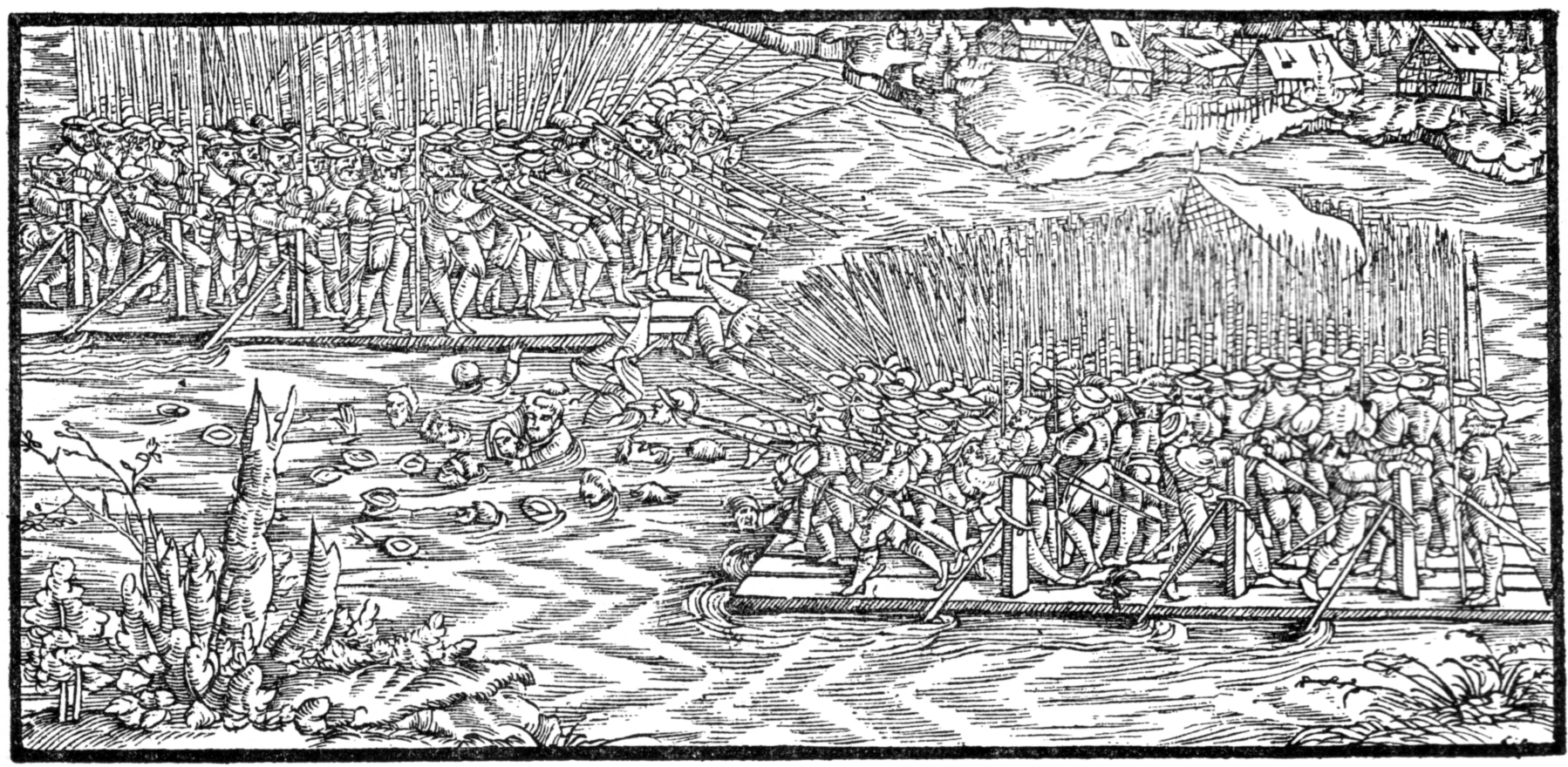
Batalla en el lago de Zúrich durante la Antigua Guerra de Zúrich donde aparecen varias balsas. Xilografía de la Crónica de Johannes Stumpf, 1548.

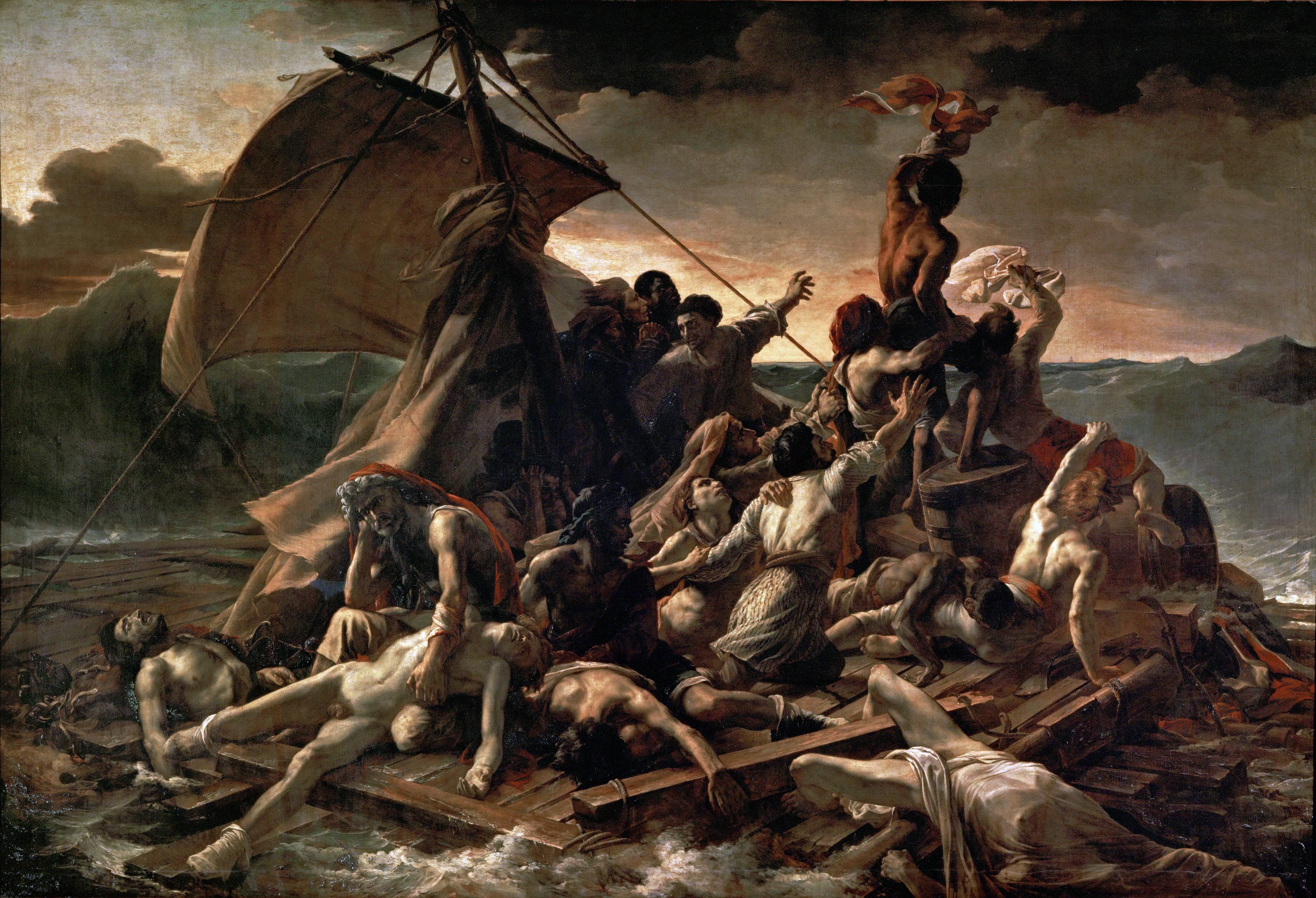
La balsa de la Medusa (1818-1819), obra de Théodore Géricault.

Desde hace miles de años se tiene conocimiento que el hombre utiliza balsas u otro tipo de embarcación pequeña como los kayaks o canoas para navegar por las costas, ríos u otros cuerpos de agua.
Las balsas más antiguas son difíciles de encontrar. En Elisenhof, cerca de Tönning, en el distrito de Nordfriesland, en Schleswig-Holstein,(Alemania) se encontró una balsa de la época vikinga. La balsa más famosa de la historia del mundo es la construida con partes de la fragata Méduse. Se hundió frente a la costa de Senegal en 1816. Se cortaron las cuerdas de remolque entre los botes salvavidas tripulados por personas privilegiadas y la balsa de 8 × 15 metros. De las 149 personas que iban en la balsa, sólo sobrevivieron 15. El suceso provocó un gran escándalo político e influyó en Théodore Géricault en su famoso cuadro La balsa de la Medusa.
En 1445, el Cantón de Schwyz utilizó dos balsas tripuladas por entre 400 y 600 hombres llamadas Kiel y Gans contra la ciudad de Rapperswil, que estaba en alianza con Zúrich y Austria. La balsa más grande estaba equipada con un cañón de madera que disparaba balas y rifles. Los zuriqueses, por su parte, contraatacaron con sus propias balsas. La balsa de combate Bär, que transportaba 800 hombres, tenía una longitud de 36 m (120 pies) y estaba equipada también con un cañón y soportes para fusiles. En la batalla marítima de siete horas frente a Männedorf el 29 de octubre de 1445, se utilizaron grandes balsas tripuladas por infantería junto a los barcos de ambos bandos.

## Tipos de balsas
Existen varios tipos de balsas, pudiendo clasificarse por su aplicación o por su material de construcción primordial.
- De madera (o navata),[3] por lo común se utiliza como transporte de corto alcance en poblaciones rurales.
- De vinilo, son hechas casi en su totalidad de cámaras de material sintético que utilizan aire como medio para lograr la flotabilidad.
  - Descenso de ríos. Estas embarcaciones son construidas de material sintético como el PVC, tienen por lo común capacidad de 4 a 25 personas, poseen varias cámaras de aire y están reforzadas para la actividad para la cual están fabricadas.
  - Recreativa. Son pequeñas y su uso es para recreo en piscinas, playas u otros cuerpos de agua poco peligrosos.

El tipo de balsa que se utiliza para el rafting recreativo es casi exclusivamente una balsa inflable, fabricada con materiales flexibles para su uso en aguas bravas.

## Balsas primitivas de fabricación humana

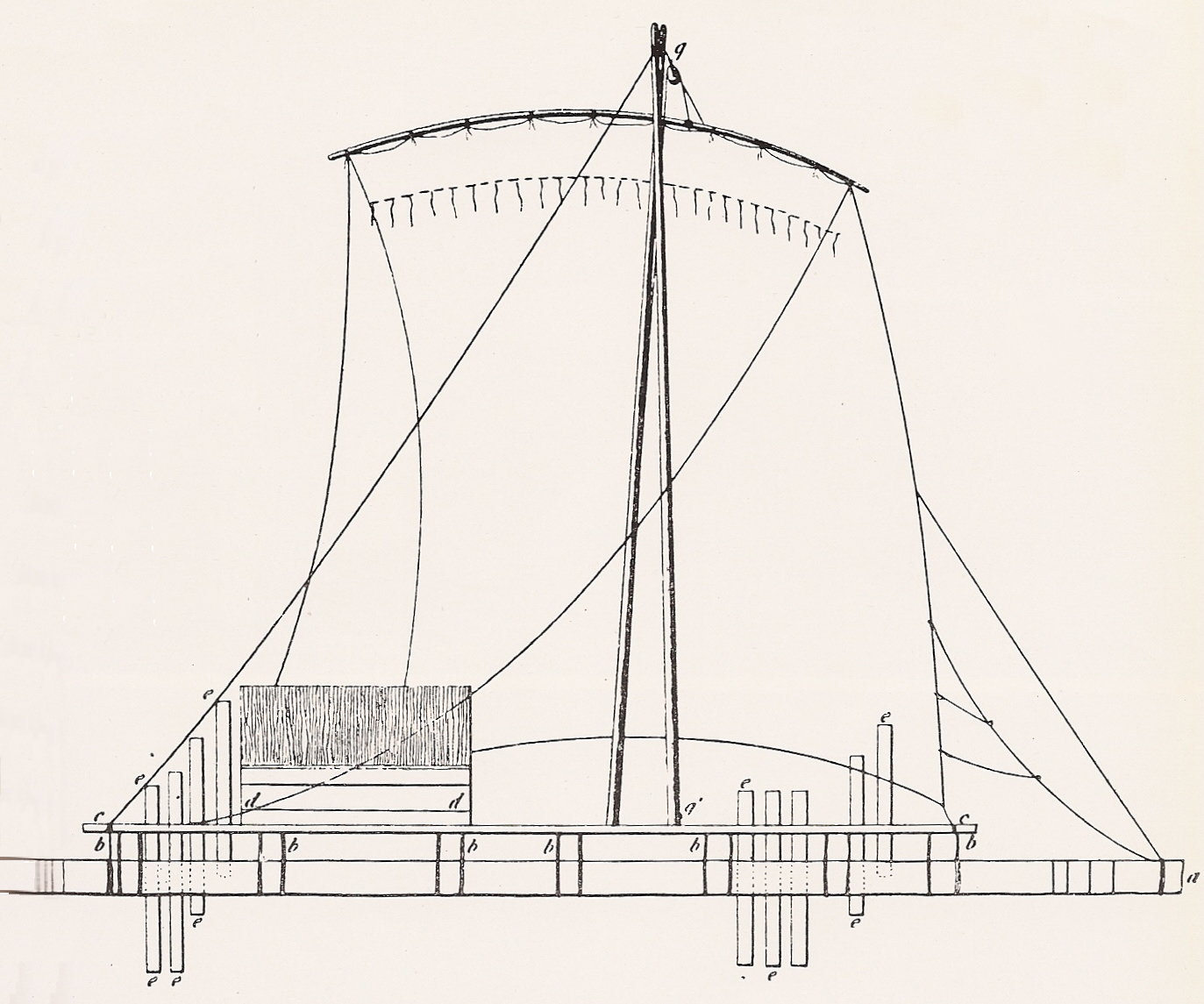
Bosquejo de F.E. Paris (1841) mostrando la construcción de una balsa peruana de madera balsa.

Las balsas tradicionales o primitivas se construían con madera o con juncos. Las balsas modernas también pueden utilizar pontones, tambores, o bloques de poliestireno extruido. Las balsas hinchables hasta el siglo XX utilizaban cámaras de flotación hechas con pieles de cabra o búfalo, pero la mayoría ahora utilizan tejidos duraderos de varias capas de goma. Dependiendo de su uso y tamaño, puede tener una superestructura, mástiles o timones.

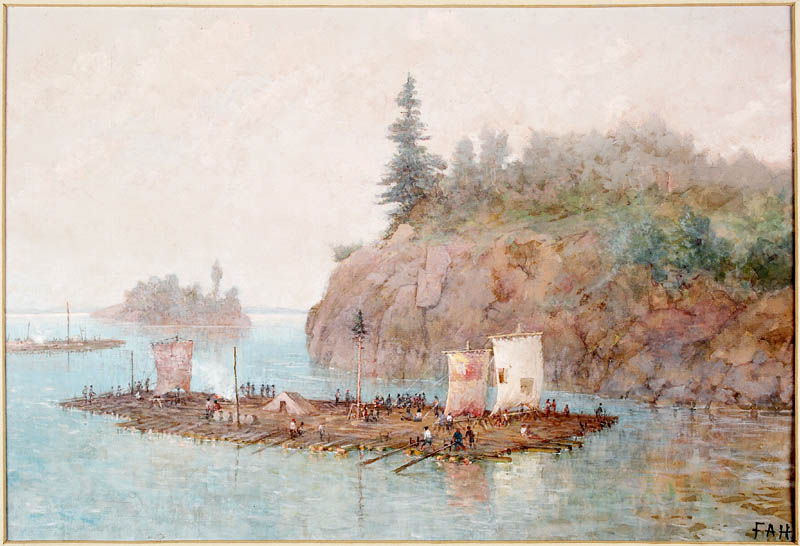
The Lumber Raft (La balsa de madera), pintura de la pintora británica Frances Anne Hopkins (1838–1919).

El transporte de troncos talados en un bosque a través de un río aguas abajo como, por ejemplo, en la maderada, es utilizado por la industria maderera, atando los  troncos juntos en balsas y dejándolos a la deriva o arrastrándolos por un río. Este método fue muy común hasta mediados del siglo XX, pero en la actualidad se utiliza en contadas ocasiones.

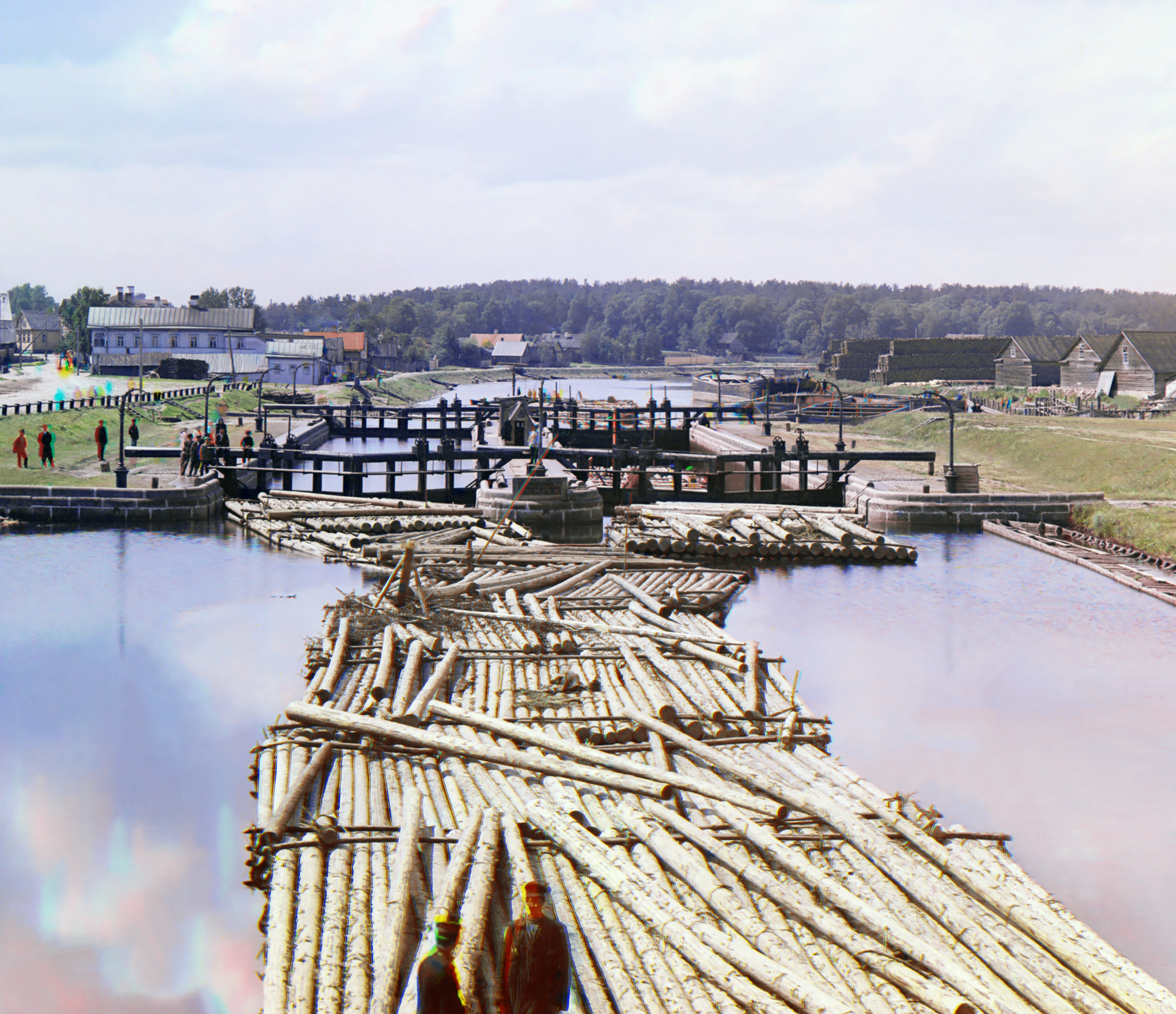
Maderada en el canal Pedro I. Fotografía de 1909 de Sergey Prokudin-Gorsky

Las grandes balsas hechas con troncos de madera balsa y que utilizaban velas para la navegación fueron importantes en el comercio marítimo de la costa del océano Pacífico de Sudamérica desde la época precolombina hasta el siglo XIX.  Se realizaron viajes a lugares tan lejanos como México, y se han realizado muchos viajes transpacíficos utilizando réplicas de antiguas balsas para demostrar los posibles contactos entre Sudamérica y la Polinesia.

## Forma y desplazamiento
Las formas de las balsas tradicionales tienen formas sumergidas (obra viva) poco adecuadas para desplazarse con velocidad. Su navegación es aceptable para moverse a favor de los corrientes. Sin embargo, hay también algunos modelos disponen de formas relativamente hidrodinámicas, que permiten la navegación en cualquier dirección en aguas tranquilas y contra corrientes moderadas.

## Propulsión y gobierno
Las balsas destinadas a navegar a la deriva (a favor de los corrientes) y sobre todo las balsas adecuadas para navegar activamente van provistas de remos o similares. Algunos llevan mástiles y velas. En cualquier caso se puede navegar también a la sirga, remolcando desde tierra.
Los timones de los raíles pueden actuar de forma convencional si hay velocidad relativa de la embarcación hacia el agua. En las balsas de deriva se puede remar con los timones de forma activa.
En las balsas transbordadoras, destinados a pasar ríos enganchadas a cables auxiliares, la propulsión puede hacerse a fuerza de brazo o aprovechando una orza orientada a cuarenta y cinco grados de la corriente del río. También pueden utilizarse motores y hélices.

## Usos

### Balsas fluviales a la deriva
Destinados a navegar río abajo.

### Balsas lacustres o de aguas tranquilas
Generalmente adecuados para navegar en cualquier dirección y disponiendo de propulsión activa.

### Balsas para atravesar ríos
Aquí hay que distinguir entre las balsas libres y balsas enganchadas a cables.

### Balsas de carga y descarga
Usadas tradicionalmente e incluso en la actualidad para transportar mercancías y pasaje entre un barco y tierra firme.

### Balsas de pesca
Entre los muchos tipos posibles hay que destacar las balsas pequeñas capaces de navegar por mar o ríos con corrientes notables.

### Balsas de salvamento
De construcción improvisada en caso de emergencia o de construcción industrial para mejorar la seguridad en caso de naufragio.

## Balsas naturales
En biología, particularmente en biogeografía de islas, las balsas no hechas por el hombre son un concepto importante. Tales balsas consisten en matas apelmazadas de vegetación que han sido barridas de la tierra seca por una tormenta, tsunami, marea, terremoto o evento similar; en los tiempos modernos a veces también incorporan otro tipo de residuos marinos (flotsam, jetsam), p. ej. contenedores de plástico. Se mantienen a flote por su flotabilidad natural y pueden viajar cientos, incluso miles de kilómetros y, finalmente, o son destruidos por la acción de las olas y la descomposición, o llegan a tierra.
Las balsas naturales son medios importantes de dispersión oceánica para los animales que no vuelan. Para pequeños mamíferos, anfibios y reptiles en particular, pero también para muchos invertebrados, tales balsas de vegetación son a menudo el único medio por el cual podrían alcanzar y – si tienen suerte – colonizar los océanos y islas antes de que los vehículos construidos por los humanos proporcionaran otro modo de transporte.

## Ciencia

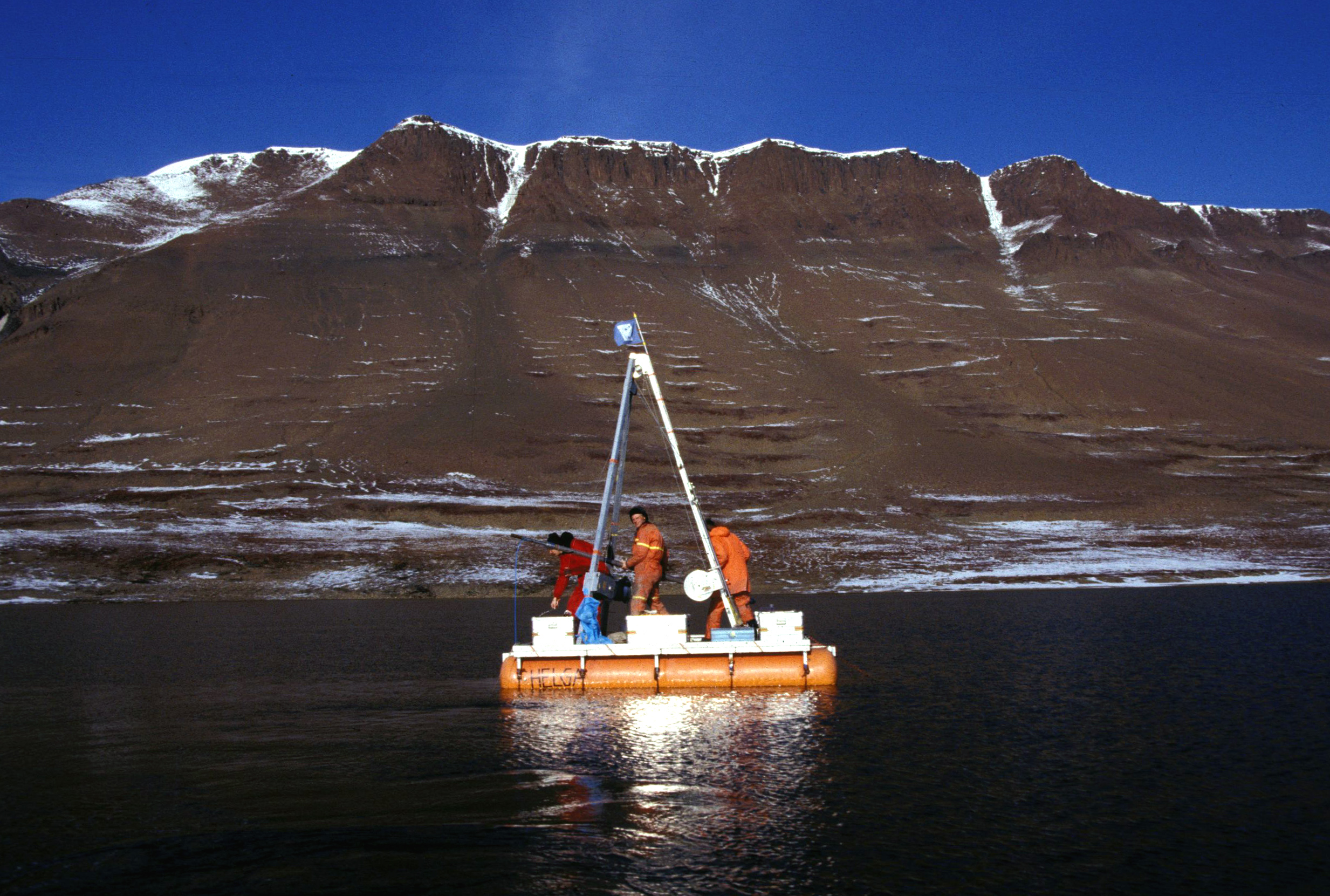
Balsa para recoger muestras geológicas en un lago en Groenlandia.

En 1947, Thor Heyerdahl demostró que las balsas pueden utilizarse para cubrir incluso las mayores distancias en alta mar, cuando flotó y navegó 7800 kilómetros a través del Pacífico en una balsa a vela, la Kon-Tiki, hecha de madera de balsa en un viaje de tres meses desde Callao en Perú a Tahití. Heyerdahl llegó al atolón de Raroia, al este de Tahití, al cabo de tres meses, demostrando así su tesis de que habría sido posible un asentamiento prehistórico en las Islas del Mar del Sur desde América. (Sin embargo, los estudios genéticos han demostrado desde entonces que el asentamiento se produjo desde Asia).
Heyerdahl es el redescubridor del olvidado arte de saber dirigir perfectamente una balsa. Sólo los indios costeros de Sudamérica han desarrollado esta técnica; en Europa se desconoce este tipo de dirección. Con la ayuda de las velas y las guaras (espadas enchufables), es posible realizar todas las maniobras de dirección y giro, así como cruzar contra el viento. (frente a Ecuador 1953).

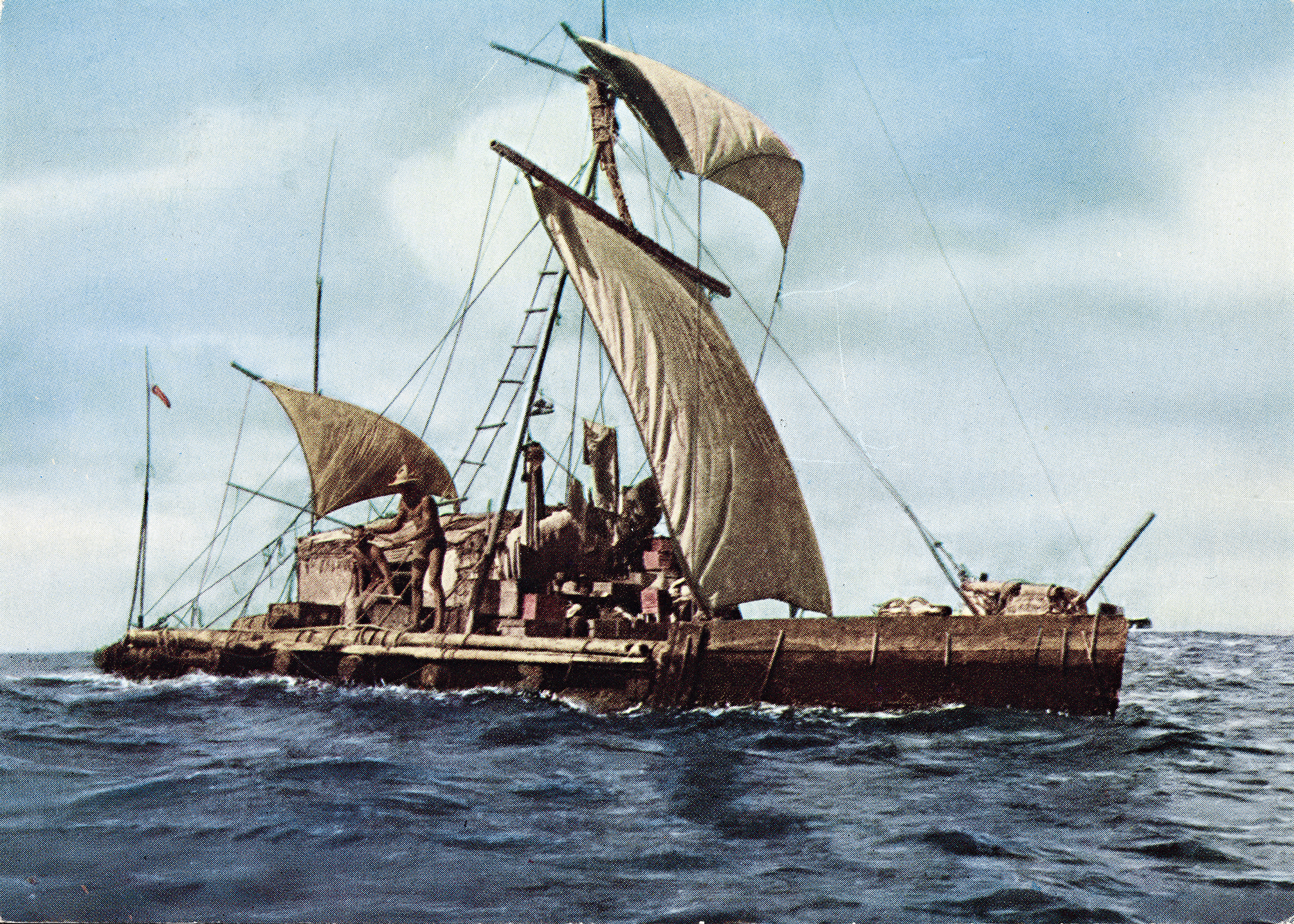
La balsa Kon-Tiki atravesando el océano Pacífico en la expedición de Thor Heyerdahl de 1947.

## Expresiones relacionadas
- Balsa de nieve. Se llama así a una gran mole o pedazo de hielo que se encuentra flotando en los mares de altas latitudes.
- Balsa de aceite. Se dice de la mar que está en calma, también llamada mar en leche.
- Estar hecho una balsa. Es lo mismo que quedar un barco mocho o desarbolado, es decir, sin palos.
- Balsa de alquitrán. Depósito de este material que había en los arsenales. También se llama aljibe de alquitrán.[7]

## Curiosidades sobre balsas
Según el Libro Guinness de los Récords, la balsa más grande del mundo se construyó en Potsdam el 29 de agosto de 2009. Constaba de 66 balsas individuales, llevaba 303 personas y tenía 594 metros cuadrados. Las balsas individuales de 3×3 metros se construyeron cada una con 5 tablones, 13 tablas y 5 cuerdas. Ocho neumáticos de camión sirvieron a cada una como medio de flotación. El iniciador de esta acción fue la emisora de radio RBB Radioeinsde Brandeburgo.